# Rättighetslag
En rättighetslag är en lag som innebär att de personer som omfattas av lagen har rätt till vissa bestämda insatser. Exempel på en sådan lag är LSS - Lagen om stöd och service till vissa funktionshindrade (1993:387)